# Književnost u 1849.
◄◄ | ◄ | 1846. | 1847. | 1848. | 1849.  | 1850. | 1851. | 1852. | ► | ►►
Arhitektura • Astronomija • Biologija • Fotografija • Glazba • Kazalište • Kemija • Kiparstvo • Knjige • Književnost • Kršćanstvo • Meteorologija • Medicina • Politika • Pravo • Promet • Slikarstvo • Šport • Znanost • Željeznički promet
Književnost u 1849.

## Svijet

### Rođenja
- 22. siječnja – August Strindberg, švedski književnik, slikar i fotograf († 1912.)

### Smrti
- 7. listopada – Edgar Allan Poe, američki pisac, pjesnik, urednik i književni kritičar (* 1809.)

## Hrvatska i u Hrvata

### Smrti
- 5. rujna – Antun Nemčić, hrvatski književnik (* 1813.)

## Vanjske poveznice
|  | Zajednički poslužitelj ima još gradiva o temi Književnost u 1849. |